# 11278 Телесіо
11278 Телесіо (11278 Telesio) — астероїд головного поясу, відкритий 26 вересня 1989 року.
Тіссеранів параметр щодо Юпітера — 3,604.